# Jošanica (gmina Žagubica)
Jošanica (cyr. Јошаница) – wieś w Serbii, w okręgu braniczewskim, w gminie Žagubica. W 2011 roku liczyła 539 mieszkańców.